# Калач Борис Пилипович
Борис Пилипович Калач (11 серпня 1923, Городня, Чернігівська округа, Чернігівська губернія, УРСР, СРСР — 18 грудня 2001, Гомель, Білорусь) — радянський партизан часів німецько-радянської війни, Герой Радянського Союзу (2 травня 1945).

## Біографія
Борис Калач народився 11 серпня 1923 року у селищі Городня (нині — місто у Чернігівській області України). 1939 року він закінчив семирічну школу, 1940 року — школу фабрично-заводського учнівства при Гомельському паровозоремонтному заводі за спеціальністю токаря по металу, після чого залишився працювати на цьому заводі. З квітня 1941 року працював токарем-інструментальником Чернігівської машинно-тракторної станції.
На початку німецько-радянської війни Калач опинився в окупації. У березні 1942 року він зумів встановити зв'язок із партизанським загоном Олексія Федорова. Незабаром його було прийнято в цей загін і призначено другим номером кулеметного розрахунку. Брав участь у рейдах з'єднання Федорова Житомирською та Рівненською областями. З квітня 1943 Калач обіймав посаду командира відділення, а згодом став командиром диверсійного взводу. Влітку-восени 1943 року партизани Калача підірвали 54 ешелони з важливими вантажами, технікою та живою силою супротивника, 12 з яких знищив особисто Калач. Взвод успішно діяв до з'єднання із радянськими частинами. У липні 1944 року Калач за завданням командування був закинутий в німецький тил і розгорнув там активну підривну діяльність. У листопаді того ж року він отримав поранення і до кінця війни перебував у шпиталі.
Указом Президії Верховної Ради СРСР від 2 травня 1945 року за «зразкове виконання завдань командування у боротьбі проти німецьких загарбників, виявлені при цьому мужність і героїзм і за особливі заслуги у розвитку партизанського руху» Борис Калач був удостоєний високого звання Героя Радянського Союзу, Ордена Леніна та медалі «Золота Зірка».
Після закінчення війни Калач повернувся до Гомеля. У 1950 році він закінчив Гомельський педагогічний інститут імені В. П. Чкалова, після чого працював директором середньої школи. Помер 18 грудня 2001 року.
Почесний громадянин словацького міста Меджилабірці. Був також нагороджений орденами Вітчизняної війни 1-го ступеня, Червоної Зірки та білоруським орденом «За службу Батьківщині» 3-го ступеня, рядом медалей та іноземних нагород.